# Paul Röchling
Paul Röchling (* 22. August 1854 in Saarbrücken; † 3. Juni 1921 in Freiburg im Breisgau) war ein deutscher Bankier und Präsident der Präsident der Handelskammer Saarbrücken.

## Leben

### Herkunft und Familie
Paul Röchling entstammte einer Familie, aus der sein Ur-Urgroßvater Johann Gottfried Röchling (1703–1780) Mitte der 1730er Jahre aus dem Raum Dortmund in Westfalen kommend in das Fürstentum Nassau-Saarbrücken übersiedelte. Fürst Wilhelm Heinrich machte ihn zum Berghauptmann und Kammerrat und Herzog Christian von Pfalz-Zweibrücken 1763 zum Direktor der neu errichteten Eisenwerke Schönau und Contwig. So war er der erste Industrielle aus dem Stamm Röchling und legte damit den Grundstein für unternehmerische Tätigkeiten der nachfolgenden Generationen.
Dessen Enkelsohn Christian (1772–1855) war Geheimer Sanitätsrat und Kreisphysikus in Saarbrücken und mit Charlotte Wagner (1793–1870) verheiratet. Deren Sohn Theodor (1823–1885) war sein Vater, seine Mutter Mathilde Nöggerath (1832–1901).
Am 12. August 1882 hatte er in Saarbrücken Bertha Froehlich (1862–1893) geheiratet, mit der er die Kinder Maria (1883–1921), Theodor (1884–1918), Werner (1885–1922) und Albrecht (1886–1967) hatte.

### Wirken
Nach dem Tod seines Vaters im Jahre 1885 übernahm er das Bankhaus Röchling, das von seinem Vater und dessen Cousins Ernst (1825–1877), Karl (1827–1910) und Friedrich (1833–1892) gegründet wurde.
Er engagierte sich politisch und gehörte 1917 zusammen mit seinen Cousins Louis Röchling und Hermann Röchling zu den Gründern der Deutschen Vaterlandspartei, die sich Ende November 1918 aufgelöst hat.
Lange Jahre war er im Vorstand der Stadtsparkasse Saarbrücken. Röchling bat um Enthebung von seinem Posten, da er als ehrenamtlicher Beigeordneter der Stadt Saarbrücken nicht gleichzeitig die Interessen der Stadt mit ihrer neu eingerichteten Stadtsparkasse und die Interessen der Sparkasse vertreten könne.
Er fungierte auch als Königlich italienischer Generalkonsul und erhielt das Exequatur der Regierung.
1898 trat er als Vertreter der Röchling-Gruppe in die Handelskammer ein und war in den Jahren von 1915 bis 1919 deren Präsident.

### Mitgliedschaften
- Arbeitgeberverband der Saarindustrie, Zentralverein für deutsche Binnenschifffahrt[6]
- 1892 stellvertretendes Mitglied im Provinzialausschuss[7]

### Auszeichnungen und Ehrungen
- Kommerzienrat